# Ellen Johnson
Pour les articles homonymes, voir Ellen Johnson (homonymie) et Johnson.
Ellen Johnson est une militante américaine de l'athéisme.

## Engagement
Elle est présidente de l'organisation American Atheists depuis 1995. Elle tente de contrecarrer les discriminations qui frappent les athées aux États-Unis, notamment en ce qui concerne l'emploi et promeut la séparation des églises et de l'État aux États-Unis. Elle se montre dubitative quant aux possibilités d'actions communes avec des chrétiens modérés. Elle quitte la présidence de l'organisation le 2 mai 2008, remplacée par Frank Zindler (en), membre de longue date.

## Sources
- Site de l'organisation "American Atheists"